# Madhu Lal Husajn
Madhu Lal Husajn, wł. Szah Husajn (ur. 1538 w Lahaur, zm. 1599 tamże) – islamski sufim i poeta.

## Życiorys
Szah Husajn urodził się w 1538 roku w Lahaur, był synem tkacza Szejka Usmana. Pochodził z rodziny konwertytów, na islam przeszedł jego dziad, Kaldżas Rai. Należał do radżpuckiego klanu Dhudha. Pochodził z niższych warst społecznych, od młodych lat studiował koran, a gdy miał ponad 30 lat został uczniem Szejka Saada Ullaha, który był postrzegany jako nauczyciel elit i najlepszych studentów. W wieku 36 lat usłszał głos mówiący, że świat jest miejscem zabawy, a według innej wersji wysnuł taki wniosek z lektury koranu. Od tego czasu porzucił instytucjonalną religię, zaczął krytykować duchownych, został sufim, tworzył poezję i nauczał, że jedynie zabawa pozwala naprawdę doświadczyć prawdziwego życia. Od tego czasu często widywano go tańczącego, śpiewającego i pijącego wino.
W wieku 40 lat zakochał się w hinduistycznym braminie, 18-letnim Madhu Lalu, który przeszedł dla niego na islam, zaś Husajn zmienił dla ukochanego imię na Madhu Lal Husajn.
Co roku przed grobem Husajna w Lahore obchodzone jest trzydniowe Święto Świateł, jedno z największych religijnych uroczystości w Pendżabie. Madhu Lal zmarł w 1647 roku i został pochowany w sąsiadującym grobowcu.